# Виноградник

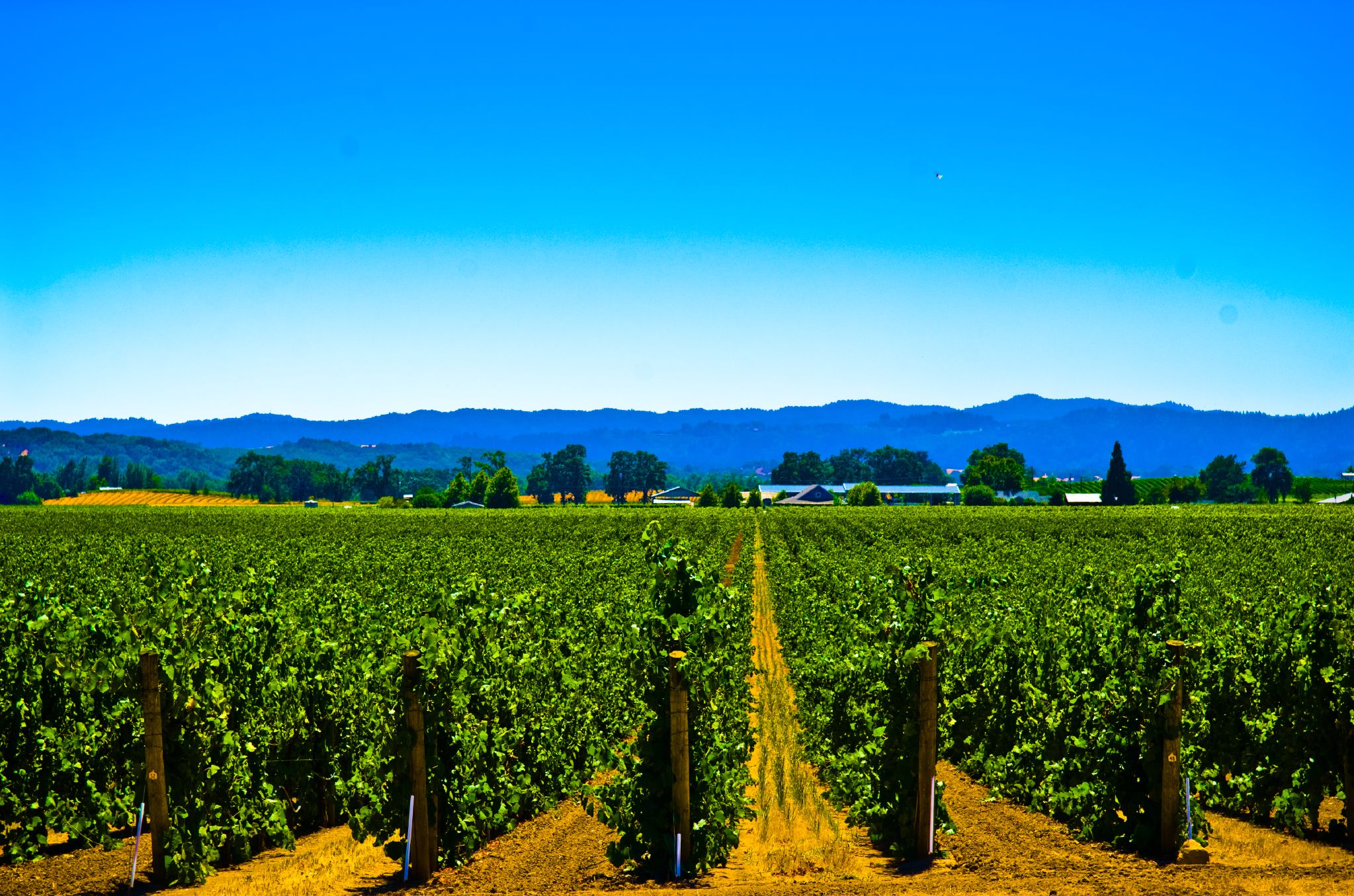
Виноградник в Каліфорнії

Виногра́дник — ділянка землі, плантація, на якій вирощується виноград.
За віком насаджень розрізняють виноградник: молодий, вступаючий в плодоношення, і той, що плодоносить.
- Молодий виноградник — це частіше насадження до 3-річного віку. Система прийомів по догляду за молодими виноградниками передбачає високу приживаємість рослин, хороше їх вкорінення і вегетативний розвиток, формування скелетних частин куща;
- Виноградник, що починає плодоносити — 4-річні насадження (рідше 3-, 5-річні). Система прийомів по догляду за насадженнями направлена на завершення формування кущів (закладку багаторічних ріжків з метою подальшого формування на них плодових ланок). Кущі вступають в плодоношення. При цьому важливо не перенавантажувати їх урожаєм (не більше 25-30 % від урожаю насаджень, що плодоносять). Недотримання цих умов може привести до затримки формування кущів винограду, загального їх ослаблення, що негативно позначиться на продуктивності виноградника в подальші роки, зниженню їх довговічності;
- Виноградник, що плодоносить — насадження, де формування кущів завершене (частіше з 5-річного віку). Головним завданням на таких виноградниках є отримання високих і стабільних урожаїв винограду, що відповідає вимогам стандарту, а також максимально можливе продовження продуктивного періоду.

Прийоми догляду за виноградник різних віків диференціюються залежно від поставлених цілей. Відмінність природних умов культури, соціально-економічних чинників виробництва визначає різноманітність типів виноградників.
Також розрізняють виноградники:
- за умовами рельєфу — рівнинні, передгірні і гірські (на схилах);
- за способами культури — чисті і змішані посадки (у більшій мірі відноситься до культури винограду на деревах, у ряді випадків — до вирощування однорічних культур в міжряддях);
- власнекорневі і прищеплені (на філоксеростійких та інших підщепах);
- на постійних, тимчасових опорах і врозтил;
- невкривні, вкривні, напіввкривні (ховається тільки частина куща), умовно вкривні (часткове або повне вкриття кущів здійснюється лише в окремі, несприятливі за погодно-кліматичними умовами роки для визрівання лози);
- незрошувані, зрошувані (з систематичними вегетаційними поливами), умовно зрошувані (з осінньо-зимовими поливами, можливими вегетаційними, особливо в посушливі роки);
- по видовому складу — виноградники європейські (сорти виду Vitis vinifera), американські (сорти виду Vitis labrusca) та інші;
- по сортовому складу і використанню продукції — виноградники столових сортів (для споживання винограду в свіжому вигляді), кишмишних і родзинок (у сушеному вигляді), технічних (для приготування різних типів вин та інших алкогольних продуктів, виробництва соків, консервів).

У окрему категорію виділяються виноградники-маточники підвійних і привійних лоз, школки, культура винограду в закритому ґрунті. 
Тип винограднику визначає агротехніку винограду.
Найстаріший(з продуктивних) виноградник у світі, як стверджується, розташований в м. Марибор, Словенія. Там знаходиться 400-річний виноград, який росте й досі і був визнаний найстарішим. Він занесений в Книгу рекордів Гіннеса в 2004 році.